# Паскал Щенцел
Паскал Щенцел (на немски: Pascal Stenzel) е германски футболист, играе като защитник или дефанзивен полузащитник, и се състезава за германския Фрайбург, под наем от Борусия Дортмунд.

## Клубна кариера

### Борусия Дортмунд
Роден е на 20 март 1996 г. в малкия град Бюнде във федерална провинция Северен Рейн-Вестфалия, Щенцел преминава през школите на отборите от двата близки по-големи града Арминия Билефелд и Оснабрюк. След това влиза в школата на гранда от областта Борусия Дортмунд и заиграва за втория отбор на клуба.
На 2 август 2014 година прави своя дебют в Трета лига срещу отбора на Холщайн Кил.
През лятото на 2015 година участва в предсезонната подготовка на първия отбор на Борусия. Записва мачове срещу испанския Реал Бетис, малайзийския Джохор Саутърн Тайгърс и японския Кавазаки Фронтале

### Фрайбург
На 29 януари 2016 година Паскал Щенцел преминава под наем в отбора от Втора Бундеслига Фрайбург до 30 юни 2017 година. Печели промоция с клуба, завършвайки на първо място. През втората си година от наема играе в елитната Първа Бундеслига.

## Национален отбор
През 2014 година Щенцел записва едно участие за националния отбор на Германия до 19 години. Към момента се подвизава в националния отбор на родината си до 20 години.